# Ah Mucen Cab
Ah Mucen Caab o Ah Muken Kaab, es la deidad maya en la cual se amparan los recolectores de miel para obtener buenas cosechas (Ah Mucen Cab: el que guarda la miel en idioma maya). Es posible que al referirse a esta deidad, quienes la citan estén refiriéndose también a Mulzencab identificado por Ralph L. Roys como el dios descendente.
La miel era una parte importante de la dieta de las culturas mesoamericanas, y un importante bien comercial. La palabra maya para miel era la misma que para mundo, por lo que Ah Mucen Cab estuvo de alguna manera vinculada con la creación del mundo.